# ایوائو تاکاموتو
ایوائو تاکاموتو (ژاپنی: イワオ・タカモト؛ انگلیسی: Iwao Takamoto؛ ۲۹ آوریل ۱۹۲۵ – ۸ ژانویه ۲۰۰۷) پویانما، تهیه‌کننده تلویزیونی و کارگردان فیلم ژاپنی‌تبار اهل ایالات متحده آمریکا بود.
از فیلم‌ها یا مجموعه‌های تلویزیونی که وی در آن‌ها نقش داشته‌است، می‌توان به زیبای خفته، سیندرلا و بانو و ولگرد اشاره نمود.
وی همچنین برندهٔ جوایزی همچون جایزه وینزر مک‌کی شده‌است.